# Belagerung von Narva (1704)
1. Phase: Schwedische Dominanz (1700–1709)
Dänischer Kriegsschauplatz (1700)
Humlebæk • Tönning I 
Livländ./ Estnischer Kriegsschauplatz (1700–1708)
Riga I • Jungfernhof • Varja • Pühhajoggi • Narva • Petschora • Düna • Rauge • Erastfer • Hummelshof • Embach • Tartu • Narva II • Wesenberg I • Wesenberg II
Ingermanländ./ Finnischer Kriegsschauplatz (ab 1701)
Archangelsk • Ladogasee • Nöteborg • Nyenschanz • Newa • Systerbäck • Petersburg • Wyborg I • Porvoo • Newa II • Koporje II • Kolkanpää
Litauisch-weißrussischer Kriegsschauplatz (1702–1706)
Vilnius • Saladen • Jakobstadt • Gemauerthof • Mitau • Grodno I • Olkieniki • Njaswisch • Klezk • Ljachawitschy
Polnischer Kriegsschauplatz (1702–1706)
Klissow • Pułtusk • Thorn • Lemberg • Warschau • Posen • Punitz • Tillendorf • Rakowitz • Praga • Fraustadt • Kalisch 
Russischer Kriegsschauplatz (1708–1709)
Grodno II • Golowtschin • Moljatitschi • Rajowka • Lesnaja • Desna • Baturyn • Koniecpol • Weprik • Opischnja • Krasnokutsk • Sokolki • Poltawa I • Poltawa II
2. Phase: Schweden in der Defensive (1710–1721)
Baltischer und Finnischer Kriegsschauplatz (bis 1714)
Riga II • Wyborg II • Pernau • Kexholm • Reval • Hogland • Pälkäne • Storkyro • Nyslott • Hanko 
Schwed./Norwegischer Kriegsschauplatz (1710–1721)
Helsingborg • Køge-Bucht • Bottnischer Meerbusen • Frederikshald I • Dynekilen-Fjord • Göteborg I • Strömstad • Trondheim • Frederikshald II • Marstrand • Ösel • Göteborg II • Södra Stäket • Grönham • Sundsvall
Norddeutscher Kriegsschauplatz (1711–1716)
Elbing • Wismar I • Lübow • Stralsund I • Greifswalder Bodden I • Stade • Rügen • Gadebusch • Altona • Tönning II • Stettin • Fehmarn • Wismar II • Stralsund II • Jasmund • Peenemünde • Greifswalder Bodden II • Stresow 
Die Belagerung von Narva  im Jahre 1704 war eine militärische Operation während des Großen Nordischen Krieges (1700–1721). Sie endete mit der Besetzung der schwedischen Festung durch russische Truppen.

## Vorgeschichte

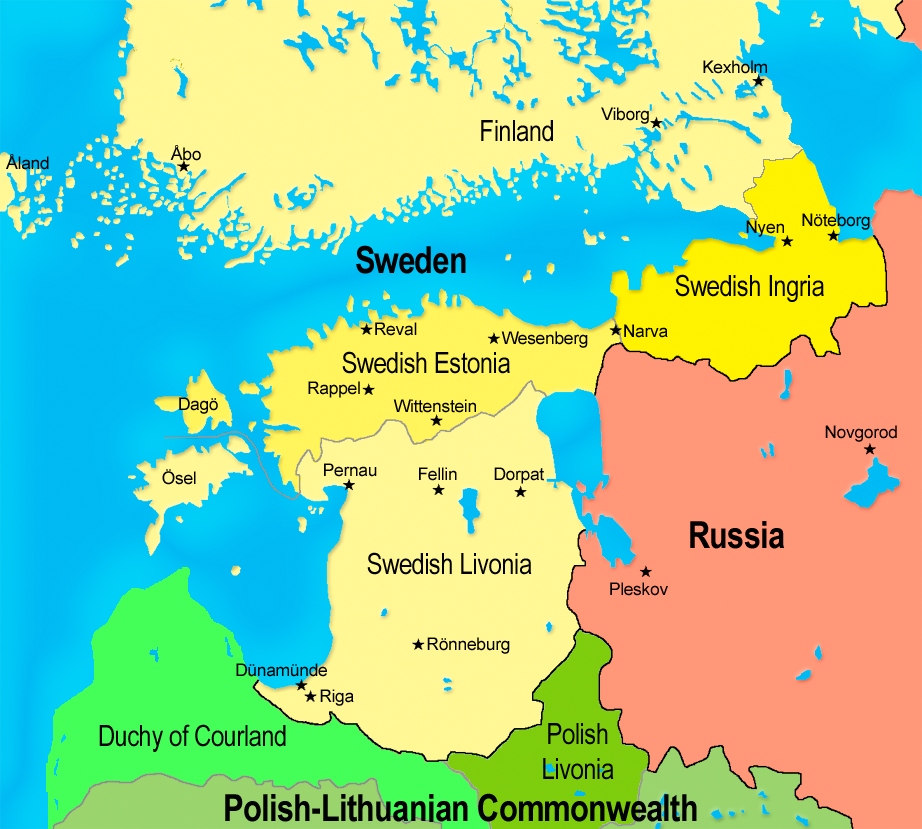
Die schwedischen Besitzungen im Baltikum

Nachdem die russischen Truppen zunächst durch die Schweden in der ersten Belagerung Narvas Ende 1700 eine schwere Niederlage erlitten, gingen sie ab 1702 wieder zur Offensive, zerstörten in mehreren Feldschlachten (Schlacht bei Erastfer, Gefecht bei Hummelshof) die kleine livländische Armee unter Wolmar Schlippenbach und gewannen einen Zugang zur bis dahin schwedisch besetzten Ostseeküste.
Die Gelegenheit zur erneuten Belagerung Narvas schien günstig, da das schwedische Hauptheer unter König Karl XII. (1682–1718) zu diesem Zeitpunkt in Polen operierte. Im Sommer des Jahres 1704 wurde eine russische Armee unter dem Kommando Feldmarschall Georg Benedikt von Ogilvys (1651–1710) von Ingermanland aus zur Eroberung von Narva angesetzt. Gleichzeitig stieß eine weitere russische Armee gegen Dorpat vor. Ziel dieser Operationen war die Einnahme dieser wichtigen Grenzfestungen, um dadurch das im Vorjahr eroberte Ingermanland mit dem neuen St. Petersburg zu schützen und die Möglichkeit zur Eroberung Livlands zu gewinnen.

## Verlauf

Narva und Umgebung

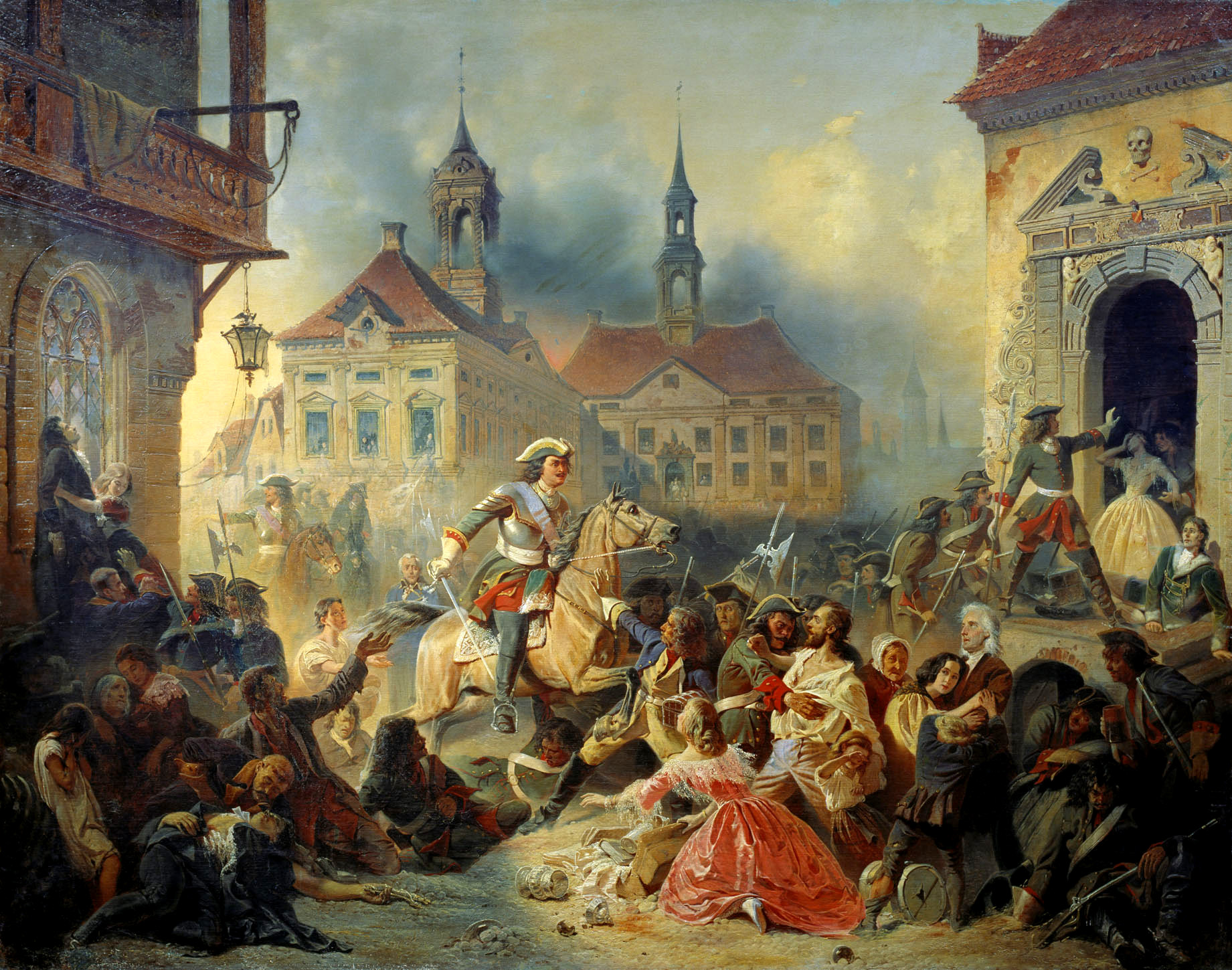
Zar Peter I. stoppt seine marodierenden Truppen nach dem Fall von Narva (Gemälde von Nikolai Sauerweid, 1859)

Die Festung Narva verfügte über eine etwa 4.500 Mann starke Besatzung unter General Peter Arvid Horn (bekannt auch unter Henning Rudolf Horn) der schon 1700 die Belagerung Narvas erlebt hatte. Da die schwedische Hauptarmee weit weg war, konnte Horn nicht wie bei der Belagerung von 1700 erneut auf Entsatz hoffen. Die ersten russischen Truppen erreichten die Festung Narva im Mai 1704 und begannen bald darauf mit deren Blockade. Dabei erlitten die russischen Verbände durch Beschuss und Ausfälle der Besatzung hohe Verluste.
Narva lag am Fluss Narva und befand sich mehrere Kilometer von der Narva-Bucht in der Ostsee entfernt. Zu Schiff erreichte man die Stadt über den gleichnamigen Fluss. Dort hatten sich entlang des Flusses seit Mai russische Batterien verschanzt, die die Stadt von See her blockieren sollten. Ein schwedischer Flottenverband von 35 Schiffen versuchte zweimal Entsatztruppen in der Nähe von Narva an Land zu setzen. Die russischen Truppen konnten aber diese Operation vereiteln, auch weil die großen Kriegsschiffe nicht nahe genug an das Ufer gelangen konnten, um die Schiffsartillerie einsetzen zu können. Daher segelten die Schiffe nach Reval, wo sie die mitgeführten 1.200 Mann entluden. Als Anfang Juni zwei schwedische Schiffe mit Proviant und 70 schwedischen Soldaten von einem Sturm ans Ufer geworfen und dort von russischen Truppen erbeutet wurden, verließen die schwedischen Schiffe ihren Liegeplatz vor Narva. Entsatz war danach nur noch von Reval aus möglich, wo sich das Hauptquartier der livländischen Armee unter Wolmar Schlippenbach befand.
Anfang Juni 1704 begann die eigentliche Belagerung Narvas, nachdem zusätzliche russische Verstärkung und Feldmarschall Georg Benedikt von Ogilvy die russischen Truppen vor Narva erreicht hatten. Ogilvy wurde mit der Leitung der russischen Truppen vor Ort betraut. Die Russen begannen mit der Errichtung von Laufgräben und weiteren Schanzarbeiten. Die Blockade als auch die Belagerung blieb bis zur Erstürmung Narvas von Ausfällen der Schweden und für beide Seiten verlustreichen Scharmützeln geprägt.
Zar Peter I. wandte sich am 13. Juli nach Dorpat um die dortige Belagerung unter Boris Scheremetew zu besichtigen. Die dortigen Belagerungstruppen (ca. 23.000 Mann) wurden nach Eroberung der Stadt Ende Juli ebenfalls nach Narva geführt, sodass dort schließlich 45.000 Mann mit 150 Geschützen versammelt standen. Ab dem 30. Juli wurden insgesamt 4.600 Granaten auf die Stadt abgefeuert, wobei mehrere Breschen in die äußeren Befestigungsanlagen dieser Stadt gelegt werden konnten und der Kommandant dann zur Übergabe aufgefordert wurde. Horn verweigerte dies jedoch. Daraufhin erfolgte am 9. August der russische Generalangriff. Nach nur einer Stunde hatten Teile des Preobraschensker Garderegimentes die Wälle der Stadt überwunden. Es folgte nun das mehr als zweistündige, sogenannte Massaker von Narva in der Stadt, dem Tausende Zivilisten (darunter auch die Frau des schwedischen Kommandeurs) und der größte Teil der schwedischen Besatzung (nur etwa 1.800 schwedische Soldaten gerieten in Gefangenschaft) zum Opfer fielen. Zar Peter musste persönlich eingreifen, um diese Zustände zu beenden (siehe das Gemälde des Malers Nikolai Sauerweid).

## Folgen
Ogilvy eroberte noch im August die Festung Iwangorod und schloss damit den Feldzug vorläufig ab. Damit endete die Kampagne für die russische Armee äußerst erfolgreich, denn ein schwedischer Vorstoß auf Ingermanland von Westen her war nunmehr unmöglich geworden. Ogilvy erhielt für seine Leistungen von König August II. von Polen den Orden vom Weißen Adler.
Während der Erstürmung sollen nach russischen Angaben 359 Russen getötet und 1.340 verwundet worden sein. Die Gesamtverluste russischerseits während der gesamten Belagerung sollen 3.000 Tote und Verwundete betragen haben. 1.800 Schweden inklusive des Kommandanten gingen in Gefangenschaft. Die übrigen 2.700 schwedischen Soldaten wurden getötet.